# JK Tammeka Tartu
El Jalgpallikool Tammeka, más conocido como Tammeka Tartu, es un club de fútbol ubicado en Tartu (Estonia). Juega en la Meistriliiga, máxima categoría nacional.

## Historia
El equipo fue fundado en 1989 como un club formativo para los jóvenes de Tartu, y no ingresó en el sistema de ligas estonio hasta el 2000. Después de encadenar tres ascensos consecutivos, en 2004 se proclamó vencedor de la Esiliiga (segunda división) y pudo debutar en la máxima categoría al año siguiente. 
Al término de la temporada 2006 se fusionó con el otro equipo de la ciudad, el Tartu Merkuur, para conformar el «Maag Tammeka» bajo patrocinio del grupo alimentario Maag. La nueva entidad aspiraba a dominar el fútbol estonio e incluso disputó la final de la Copa de Estonia de 2008, pero la crisis económica terminó pasándole factura; en 2009 su patrocinador se retiró del negocio y el Tammeka Tartu tuvo que reconstruirse con jugadores de la cantera, entre ellos futuros internacionales como Albert Prosa y Siim Tenno. 
A pesar de todas las dificultades, el Tammeka ha sabido mantenerse en la máxima categoría. Su último logro ha sido llegar a la final de la Copa de Estonia de 2017, perdida frente al Infonet.

## Jugadores

### Plantilla (2025)

#### Altas y bajas 2018-19 (verano)
| Altas      | Altas    | Altas       | Altas   | Altas |
| Jugador    | Posición | Procedencia | Tipo    | Costo |
| ---------- | -------- | ----------- | ------- | ----- |
| Kevin Aloe | Defensa  | FC Flora    | Cesión. | --    |

| Bajas          | Bajas     | Bajas            | Bajas   | Bajas |
| Jugador        | Posición  | Procedencia      | Tipo    | Costo |
| -------------- | --------- | ---------------- | ------- | ----- |
| Tristan Koskor | Delantero | Fylkir Reykjavík | Cesión. | --    |

## Palmarés

### Torneos nacionales
- Esiliiga (1): 2004